# RAAD (misil antitanque guiado)
El RAAD (en persa: رعد‎: رعد, "trueno") es un misil guiado antitanque iraní basado en el misil soviético 9M14M Maliutka (AT-3b Sagger). El Raad empezó la producción de masa en 1988 y fue presentado públicamente en 1997. Es fabricado por Parchin Missile Industries, una filial de la Organización de Industrias de Defensa de Irán.
La familia RAAD viene en cuatro variantes: la misil RAAD base, un clon del 9M14M Maliutka-M (AT-3b Sagger); el I-RAAD, con guiaje SACLOS, el RAAD-T, con carga en tándem, y el I-RAAD-T, con carga en tándem y guiaje SACLOS. El I-RAAD-T es la versión más moderna en la familia y la más exportada.
El RAAD es uno de varios misiles antitanque guiados ensamblados en Irán, junto con el Toophan (copia del TOW), el Towsan-1 (copia del AT-5B), el Dehlaviyeh (copia del AT-14), y el Saegheh (copia del M47 Dragon). Con 400mm de penetración de RHA para la variante I-RAAD-T, el RAAD es obsoleto contra los tanques de batalla modernos o antiguos y es en gran parte utilizado por unidades de segunda línea o contra objetivos blandos. El RAAD ha sido exportado a milicias en Irak, Líbano y Siria y ha sido utilizado en la Guerra del Líbano de 2006 y en las guerras civiles iraquí y sirias.

## Nombre
RAAD significa "trueno" en persa. No es un acrónimo y muchas fuentes no escriben el nombre en mayúscula. No debe ser confundido con varias otras armas iraníes también nombradas RAAD, como el RAAD-1, el RAAD-2, el misil antibuque Ra'ad de Irán o el misil de crucero Ra'ad de Pakistán.

## Historia
Durante la Guerra entre Irán e Irak, Irán tenía una gran necesidad de misiles antitanque, lo que obligó al país a comprar misiles AT-3 Sagger. El trabajo de fabricación indígena empezó al final de la guerra y producción de masa empezó en 1998, con el RAAD siendo la primera arma antitanque guiada construida por Irán. El arma fue revelada el 30 de abril de 1997. El RAAD tiene componentes casi idénticos al 9M14 Maliutka, desde la batería hasta la unidad de guiaje. El RAAD es construido bajo licencia.
Según el SIPRI, Irán construyó o importó 1500 misiles RAAD/Sagger entre 1996 y 2001, y 2250 entre 1996 y 2004. Según el experto militar iraní Galen Wright, aproximadamente 6000 misiles RAAD/Sagger fueron construidos o importados a partir de 2011.

## Uso en combate
Irán suministró a Hezbolá el RAAD a principios de la década de los 2000 y Hezbolá utilizó los misiles en la Guerra del Líbano de 2006.
Israel capturó diez misiles RAAD en el Karine A en enero de 2002.
El RAAD ha sido utilizado en la guerra civil siria por Hezbolá y las fuerzas del ejército. No es claro si los misiles RAAD fueron suministrados al ejército antes o durante la guerra. Algunos misiles han sido capturados por fuerzas rebeldes también.
Los misiles I-RAAD-T han sido utilizados en la guerra civil Iraquí.

## Variantes

### RAAD
El RAAD es una copia exacta del misil ruso 9M14M Maliutka-M (OTAN AT-3b "Sagger").

### RAAD-T
La primera mejora del misil RAAD, el RAAD-T, tiene una carga en tándem para derrotar el blindaje reactivo. Aun así, el RAAD-T usa el guiaje obsoleto MCLOS del RAAD original. Según su material de exportación, el RAAD-T ha mejorado en maniobrabilidad sobre el RAAD base, y tiene una penetración de RHA de 400 mm después del blindaje reactivo.

### I-RAAD
Para el RAAD mejorado, el I-RAAD tiene un lanzador diferente con un sistema de guiaje  SACLOS montado en un trípode que hace que el misil sea mucho más fácil de apuntar. El  método SACLOS específico es un rastreador diferencial de TV. La unidad de guiaje es similar al sistema chino HJ-73, y posiblemente al modelo HJ-73C en particular. Primera vez visto en 1998. Además, se pueden conectar hasta cuatro misiles a una unidad lanzadora; es considerado una mejora significativa .  Los lanzadores I-RAAD pueden utilizar misiles RAAD.

### I-RAAD-T
El sistema I-RAAD-T combina la carga en tándem del misil RAAD-T con el sistema de guiaje SACLOS del lanzador I-RAAD. Los misiles RAAD e I-RAAD pueden ser adaptados al  estándar I-RAAD-T. El I-RAAD-T también incluye un simulador que permite a los operadores ser entrenados en el sistema sin disparar un misil. 400 mm de penetración  RHA después del blindaje reactivo.

## Operadores
- Irán
- Hezbolá
- Siria
- Irak (Fuerzas de Movilización Popular)
- Brigadas Al-Quds[19][20]